# الاپاکام، کانچی‌پورام
الاپاکام، کانچی‌پورام (به انگلیسی: Alapakkam, Kancheepuram) یک منطقهٔ مسکونی در هند است که در تامیل نادو واقع شده‌است.

## خصوصیات
الاپاکام ۵٬۴۲۱ نفر جمعیت دارد.